# Carbia moderata
Carbia moderata är en fjärilsart som beskrevs av Walker 1866. Carbia moderata ingår i släktet Carbia och familjen mätare. Inga underarter finns listade i Catalogue of Life.